# Linia M4 metra w Warszawie
Ten artykuł dotyczy przyszłego wydarzenia. Informacje w nim zawarte mogą się zmienić wraz z pojawieniem się nowych faktów, a początkowe doniesienia mogą być niepewne. Ostatnie aktualizacje tego artykułu mogą nie odzwierciedlać najbardziej aktualnych informacji.
Linia M4 metra w Warszawie – planowana czwarta linia metra w Warszawie. Według planów połączy Tarchomin z Wilanowem, biegnąc przez Bielany, Wolę, Ochotę i Mokotów. Linia ma być budowana w podobnym czasie, co linia M3. Pierwsze prace budowlane planowane są po 2030 roku.

## Historia
Po raz pierwszy linia metra M4 została zapowiedziana przez prezydenta Warszawy Rafała Trzaskowskiego na konferencji prasowej w lutym 2023 roku, gdy zaprezentowano koncepcję budowy pięciu linii metra do 2050 roku. 14 marca 2024 roku miasto przeznaczyło 56 milionów zł na prace przedprojektowe dla czwartej linii metra. 19 marca 2024 został ogłoszony przetarg na prace przedprojektowe, a został on rozstrzygnięty we wrześniu 2024. Prace są planowane do 2027 roku.

## Stacje
| Ozn. | Stacja                  | Dzielnica | Uwagi                                                          |
| ---- | ----------------------- | --------- | -------------------------------------------------------------- |
| G23  | Tarchomin               | Białołęka |                                                                |
| G22  | Henryków                | Białołęka |                                                                |
| G21  | Stare Świdry            | Białołęka |                                                                |
| STP4 | STP Polfa               | Białołęka | połączenie techniczne z PKP PLK                                |
| G20  | Ruda                    | Bielany   |                                                                |
| G19  | Marymont                | Żoliborz  | połączenie z linią M1 oraz postulowanym przedłużeniem linii M2 |
| G18  | Plac Grunwaldzki        | Żoliborz  |                                                                |
| G17  | Rondo Radosława         | Wola      |                                                                |
| G16  | Cmentarz Żydowski       | Wola      |                                                                |
| G15  | Kercelak                | Wola      |                                                                |
| G14  | Rondo Daszyńskiego      | Wola      | połączenie z linią M2                                          |
| G13  | Plac Zawiszy            | Ochota    | połączenie z SKM, KM, WKD                                      |
| G12  | Plac Narutowicza        | Ochota    | połączenie z postulowaną linią M5                              |
| G11  | Banacha                 | Ochota    |                                                                |
| G10  | Rakowiec                | Ochota    |                                                                |
| G09  | Żwirki i Wigury         | Mokotów   | połączenie z planowaną linią M3                                |
| G08  | Służewiec               | Mokotów   |                                                                |
| G07  | Rondo Unii Europejskiej | Mokotów   |                                                                |
| G06  | Ksawerów                | Mokotów   |                                                                |
| G05  | Wilanowska              | Mokotów   | połączenie z linią M1                                          |
| G04  | Dolina Służewiecka      | Mokotów   |                                                                |
| G03  | Stegny                  | Mokotów   |                                                                |
| G02  | Sobieskiego             | Mokotów   |                                                                |
| G01  | Wilanów                 | Wilanów   |                                                                |